# Тарасенко Олександр Кирилович
Олександр Кирилович Тарасенко (нар. 12 квітня 1960, с. Борисівка, Бердянський район, Запорізької області, Українська РСР, СРСР — пом. 3 березня 2022, Полтава) — український художник, член НСХУ (2006), доцент кафедри образотворчого мистецтва Полтавського національного педагогічного університету імені Володимира Короленка, доцент (1995). Помер у лікарні через отримане важке осколочне поранення у боях під Охтиркою в ході російського вторгнення в Україну.

## Життєпис
Олександр Тарасенко народився 1960 року у с. Борисівка Запорізької області.
У 1980 році закінчив Харківське державне художнє училище. Потім п'ять років навчався у Харківському художньо-промислового інституту. Отримав спеціальність графіка. Його педагогами з фаху були: С. Бесєдін, О. Юрченко, О. Векленко, Й.Карась, В. Чурсіна, З. Фролова, Є. Спіцевич, В. Лапін, А. Луценко.
Олександр Тарасенко з 1985 року працював у Полтавському інженерно-будівельному університеті. З 1998 по 2014 роки — очолював кафедру образотворчого мистецтва. З 2015 року працював доцентом на кафедрі образотворчого мистецтва у Полтавському НПУ ім. В. Г. Короленка, а також доцентом Луганського НУ ім. Т. Г. Шевченка.
У 1997 році йому присвоєно вчене звання доцента.
Олександр Тарасенко з перших днів російського вторгнення в Україну 24 лютого 2022 року пішов боронити рідну землю від ворога. Він отримав важке осколочне поранення у боях під Охтиркою. Попри зусилля лікарів, врятувати захисника не вдалося.

## Творчість
Автор живописних, графічних творів, зокрема:
Основні художні твори
- «Портрет Кардаша І. А.» (1985),
- «Портрет художника-педагога Козакова П. П.» (1985),
- «Портрет Андрія Катренка» (1985);
- «Сільський лікар» (1985), «Диканька» (1987),
- «Бахчисарайський мотив».

Автор іконостасу храму Сімона Богоприїмця у с. Михайлики Шишацького району (2017) та іконостасу Троїцької церкви у селі Великі Будища Диканського району (2019).
Член Національної спілки художників України (2006).

## Нагороди
Нагороджений Знаком «Відмінник освіти України», Почесними грамотами Міністерства освіти України, Полтавської обласної ради та Полтавської міської ради.